# Ulytauská oblast
Ulytauská oblast (kazašsky Ұлытау облысы, Ulytau oblysy; rusky Улытауская область) je územněsprávní jednotka Republiky Kazachstán. Na severu hraničí s Kostanajskou oblastí, na severovýchodě s Karagandskou oblastí, na jihhovýchodě se Žambylskou oblastí, na jihu s Turkestánskou a Kyzylordskou oblastí a na západě s Aktobskou oblastí. Leží v samotném středu Kazachstánu, v pohoří Ulytau, které je součástí Kazašské pahorkatiny. Největším městem a administrativním centrem je Žezkazgan. Oblastí protéká řeka Sarysu.
Oblast vyčleněna z Karagandské oblasti a byla ustavena 8. června 2022, žije zde přibližně 232 tisíc obyvatel. Rozkládá se v rozsahu již dříve existující Žezkazganské oblasti.